# Байсултанов, Одес Хасаевич
Одес Хасаевич Байсултанов (род. 17 января 1965, с. Белоречье, Гудермесский район, Чечено-Ингушская АССР, РСФСР, СССР) — российский государственный деятель. Первый заместитель министра спорта Российской Федерации с 17 мая 2024. Действительный государственный советник Российской Федерации 1-го класса, кандидат экономических наук (2006).
Председатель правительства Чеченской Республики (10 апреля 2007 — 17 мая 2012), исполняющий обязанности Председателя правительства Чеченской Республики (18 марта — 10 апреля 2007). Заместитель полномочного представителя президента Российской Федерации в Северо-Кавказском федеральном округе (май 2012 — 17 июля 2014). Заместитель, первый заместитель министра Российской Федерации по делам Северного Кавказа (17 июля 2014 — 21 января 2020).

## Биография
Родился 17 января 1965 в селе Белоречье (ныне село Иласхан-Юрт) Гудермесского района Чечено-Ингушской АССР. Здесь же окончил школу. В 1994 окончил физико-математический факультет Чечено-Ингушский государственный университет имени Л. Н. Толстого. В 2005 окончил Чеченский государственный университет по специальности «государственное и муниципальное управление». В 2011 году окончил Институт финансов и права (Махачкала).
С марта 1989 по май 1990 — старший экспедитор Грозненского кооператива «Мичуринец». 
С мая 1990 по сентябрь 1992 — начальник отдела сбыта малого предприятия «IАМА».
С октября 1992 на протяжении 20 лет работал в Правительстве Чеченской Республики. Занимал должности главного специалиста отдела механизации и электрификации министерства сельского хозяйства Чеченской Республики, ведущего и главного специалиста отдела материально-технического обеспечения Аппарата Президента и Правительства Чеченской Республики, руководителя государственного учреждения «Управление зданием Правительства Чеченской Республики».
С июня 2004 по март 2006 — управляющим делами Президента и Правительства Чеченской Республики — министр Чеченской Республики.
С марта 2006 по 10 апреля 2007 — первый заместитель Председателя правительства Чеченской Республики.
С 18 марта по 10 апреля 2007 — исполняющий обязанности Председателя правительства Чеченской Республики.
С 10 апреля 2007 по 17 мая 2012 — Председатель правительства Чеченской Республики.
С мая 2012 по 17 июля 2014 — заместитель полномочного представителя президента Российской Федерации в Северо-Кавказском федеральном округе.
17 июля 2014 по 30 апреля 2016 — заместитель министра Российской Федерации по делам Северного Кавказа.
30 апреля 2016 года по 21 января 2020 — первый заместитель министра Российской Федерации по делам Северного Кавказа.
С 11 февраля 2020 — заместитель министра спорта Российской Федерации.

## Семья
Женат, отец семерых детей: пятерых дочерей и двоих сыновей.

## Классный чин
- Действительный государственный советник Российской Федерации 1-го класса

## Награды
- Орден имени Ахмата Кадырова
- Медаль Президента Государства Палестина Махмуда Аббаса
- Благодарственное письмо Президента Российской Федерации
- Благодарственное письмо Главы Чеченской Республики
- Медаль «В ознаменование 10-летия возвращения Севастополя в Россию» (31 марта 2024) — за вклад в социально-экономическое развитие города Севастополя
- Почётный гражданин Чеченской Республики
- Медаль «За заслуги перед Чеченской Республикой» (2006)
- Орден Дружбы (2007)
- Орден Салавата Юлаева (2023)[3]
- Медаль «Памяти Ахмат-Хаджи Кадырова, первого Президента Чеченской Республики» (17 февраля 2024) — за личные заслуги перед Чеченской Республикой, значительный вклад в развитие физической культуры и спорта, активную общественно-политическую деятельность, многолетнюю безупречную работу в системе государственного управления[4]